# Humphrey Davelaar

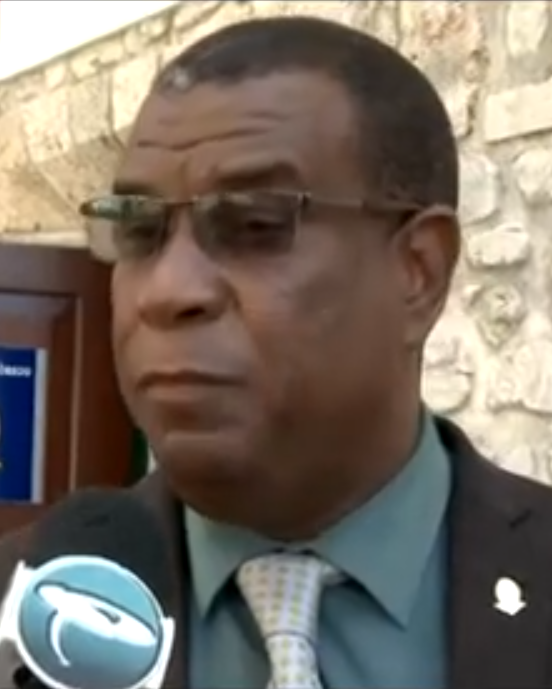
Davelaar in 2014

Humphrey Andres Davelaar (26 februari 1958) is een Curaçaos politicus. Namens de Partido Nashonal di Pueblo zat Davelaar van 2010 tot 2017 in de Staten van Curaçao.
In 1979 werd Davelaar lid van de PNP. Voor die partij was hij lid van de Eilandsraad van Curaçao en gedeputeerde van het eilandgebied Curaçao. Vanaf de zelfstandigheid van Curaçao (10 oktober 2010) tot 10 mei 2017 zat hij in de Staten als fractieleider en enig fractielid. Van december 2015 tot november 2016 was Davelaar vicevoorzitter van de Staten van Curaçao als opvolger van Jaime Córdoba. Van november 2016 tot januari 2017 was hij voorzitter van de Staten van Curaçao.
Nadat de PNP in 2017 haar enige zetel had verloren, bedankte Davelaar voor de partij. In 2021 probeerde hij als lijsttrekker van KAS terug te komen, maar bij de "steunverkiezingen" behaalde deze lijst te weinig stemmen (746) om op het stembiljet te komen.